# Talent Team Papendal Arnhem 2022-2023
Questa voce raccoglie le informazioni riguardanti il Talent Team Papendal Arnhem nelle competizioni ufficiali della stagione 2022-2023.

## Stagione
Il Talent Team Papendal Arnhem partecipa alla stagione 2021-22 senza alcuna denominazione sponsorizzata.
Ottiene un decimo posto nella regular season di Eredivisie.

## Organigramma societario
Area direttiva
- Presidente: ?
- Team manager: Mariëtte Odink

Area tecnica
- Allenatore: Arnold van Ree
- Assistente allenatore: Arne Hendriks
- Scoutman: Ashutosh Mishra

Area sanitaria
- Fisioterapista: Aswin van der Kamp, Han Jager

## Rosa
| N° | Nome              | Ruolo | Data di nascita  | Nazionalità sportiva |
| -- | ----------------- | ----- | ---------------- | -------------------- |
| 1  | Siebe Korenblek   | C     | 22 marzo 2002    | Paesi Bassi          |
| 2  | Marijn ten Barge  | S     | 9 aprile 2004    | Paesi Bassi          |
| 3  | Jort van der Laan | L     | 5 luglio 2005    | Paesi Bassi          |
| 4  | Chiel Mecklenfeld | P     | 11 luglio 2005   | Paesi Bassi          |
| 5  | Thomas Sleurink   | O     | 22 giugno 2004   | Paesi Bassi          |
| 6  | Luuk Steenbergen  | C     | 12 gennaio 2006  | Paesi Bassi          |
| 7  | Alek Aleksov      | L     | 1º marzo 2004    | Paesi Bassi          |
| 8  | Xander Bomert     | O     | 22 gennaio 2005  | Paesi Bassi          |
| 9  | Ilja van der Pijl | P     | 24 novembre 2003 | Paesi Bassi          |
| 11 | Guus Boer         | S     | 2 aprile 2004    | Paesi Bassi          |
| 12 | Lukas Sleurink    | S     | 27 ottobre 2006  | Paesi Bassi          |
| 13 | Saimen Hage       | S     | 20 febbraio 2005 | Paesi Bassi          |
| 14 | Kees Merkx        | P     | 3 giugno 2003    | Paesi Bassi          |
| 15 | Thom van der Ent  | C     | 24 marzo 2005    | Paesi Bassi          |

## Statistiche

### Statistiche di squadra
| Competizione | Punti | In casa | In casa | In casa | In trasferta | In trasferta | In trasferta | Totale | Totale | Totale |
| Competizione | Punti | G       | V       | P       | G            | V            | P            | G      | V      | P      |
| ------------ | ----- | ------- | ------- | ------- | ------------ | ------------ | ------------ | ------ | ------ | ------ |
| Eredivisie   | 16    | 11      | 5       | 6       | 11           | 1            | 10           | 22     | 6      | 16     |
| Totale       | -     | 11      | 5       | 6       | 11           | 1            | 10           | 22     | 6      | 16     |

### Statistiche dei giocatori
Dati non disponibili.